# Singapur Telecomunicaciones
Telecomunicaciones Singapur Ltda. conocida por sus siglas Singtel (en inglés: Singapore Telecommunications, en chino: 新加坡电信有限公司, pinyin: Xīnjiāpō diànxìn yǒuxiàn gōngsī) es una empresa de telecomunicaciones subsidiaria de Temasek Holdings. Con una base combinada de subscriptores móviles de 500 millones de clientes a finales de marzo de 2014 en 25 países, lo que la ubicaría dentro de los 30 operadores móviles más grandes del mundo. SingTel es proveedor de servicios de Internet (SingNet), teléfono móvil, la línea de servicios de telefonía fija y IPTV (mio TV).
SingTel se ha expandido agresivamente fuera de su mercado nacional y posee acciones en muchos de los operadores regionales, incluyendo el 100% de la segunda empresa de telecomunicaciones de Australia, Optus, que fue adquirida en el 2000 de Cable & Wireless y otros accionistas de Optus, y el 32% (el segundo mayor accionista después de los promotores) de Bharti Airtel, la mayor empresa de telecomunicaciones en la India.
SingTel es la mayor empresa por capitalización de mercado que figura en la Bolsa de Singapur perteneciente a Temasek Holdings, el brazo inversor del gobierno de Singapur.

## Historia
Fundada en 1879, tres años después de que Alexander Graham Bell patentó su invención del teléfono, Bennet Pell inició una central telefónica privada en Singapur que tenía 50 líneas telefónicas.
En 1955. El Singapore Telephone Board (STB), fue incorporada como un consejo estatutario de los derechos exclusivos de explotación de servicios telefónicos dentro de Singapur, a esto le siguió la fusión de STB y Telecommunications Authority of Singapore (TAS) en 1974. Hasta ese momento, STB fue responsable de los servicios locales, mientras que TAS proporcionaba servicios internacionales. 1982 vio la fusión del Departamento Postal de las telecomunicaciones.
En 1992. SingTel se incorporó en marzo y se convirtió en una empresa pública en octubre de 1993. SingTel en la actualidad permanece como la mayor empresa de la bolsa de Singapur. Comenzó a cotizar en la Bolsa de Singapur en noviembre de 1993 y en la Bolsa de Australia en septiembre de 2001.
En 2001. SingTel se adjudicó una licencia 3G en abril.
En 2003. SingTel vendió 60% de Singapore Post (SingPost) en mayo como un esfuerzo por centrarse en su negocio de servicios de telecomunicaciones básicas.
SingTel se deshizo de su participación en las Páginas Amarillas en junio, su guía de las empresas a CVC Asia Pacific y JP Morgan Partners Asia por S$ 220 millones.
SingTel anunció que ha nombrado a Ericsson como proveedor para su red 3G en Singapur en julio.
En 2005. SingTel lanzó sus servicios comerciales 3G en febrero.
En 2008. Apple y SingTel anunciaron que será el lanzamiento de iPhone 3G y sus servicios a Singapur en junio.
En el mes de junio, SingTel es el patrocinador oficial de la carrera nocturna inaugural de la Fórmula 1 en Singapur.
En 2009. El 10 de julio, Apple Inc. y Singtel anunciaron el lanzamiento del iPhone 3GS comercialmente. 
El 1 de octubre, Singtel ganado los derechos para transmitir la Barclays Premier League inglesa a través de sus plataformas, así como los derechos exclusivos de difusión a ESPN Star Sports para TV mio.
En 2012. SingTel adquirió la empresa de tecnología de publicidad móvil Amobee en marzo por $ 321 millones. SingTel obtiene los derechos de transmisión de los Juegos Olímpicos de 2012 y proporcionó 15 nuevos canales a la red Star Sports Network de forma gratuita a sus Servicios mio TV. Singtel es multada con $ 300 000 por infracciones del Código de servicio por la IDA.
En 2013. Desde el 1 de agosto mio TV pasó a llamarse oficialmente Singtel TV. SingTel anuncia la venta de su participación total el cual tenía el 30% en Warid Telecom Ltda. para dar paso a Warid Telecom Pakistan LLC que entró en función el 15 de marzo de 2013. Singtel es multada con $ 180 000 por la interrupción de su servicio mio televisión donde se vieron afectados 115 000 clientes mientras veían los partidos de la Premier League. Desde diciembre de 2012, Singtel inicia la prestación de servicios 4G LTE.
2014. Singtel es multada con $ 6 millones por un incendio en 2013 que deja a 270 000 abonados sin servicio. Esta es la mayor multa impuesta a una empresa de telecomunicaciones en Singapur por la reguladora IDA. En agosto SingTel anunció que unirá fuerzas con otras cinco empresas globales, como Google, para construir un cable de datos submarino súper rápido que une a EE. UU. y Japón.
2015. El 21 de enero Singtel renueva imagen, la primera en 16 años. El 7 de abril Singtel revela que estaría adquiriendo la firma estadounidense de seguridad cibernética Trustwave por $ 810 millones, la más grande adquisición fuera del sector de telecomunicaciones. El 22 de abril Singtel anunció planes para dejar de cotizar en la Bolsa de Valores de Australia debido a bajos volúmenes de negociación. En abril Singtel dio a conocer un nuevo competidor de Skype y WhatsApp llamada Wavee. Permite a los usuarios hacer llamadas de voz y vídeo y enviar mensajes instantáneos. En mayo Singtel se emitió una "seria advertencia" por la reguladora IDA para una campaña de marketing negativa en contra de sus competidores M1 Limited y Starhub.